# Bandas stutter

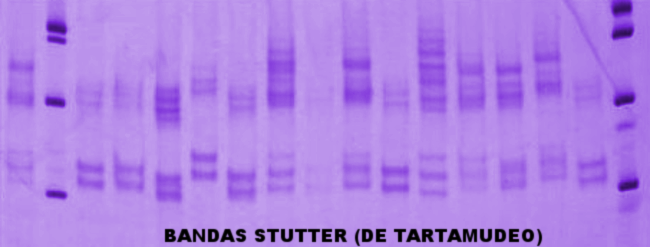
Bandas stutter en la reacción en cadena de la polimerasa

El proceso de amplificación de STR (RTC, repetición en tándem corto) puede crear un artefacto de PCR (RCP, reacción en cadena de la polimerasa) conocido como bandas de sombra o stutter (de tartamudeo). Esto puede confundir la interpretación del perfil del ADN. La reacción en cadena de la polimerasa aumenta la cantidad de ADN disponible y este incremento de la cantidad de ADN se completa usando regiones constantes de una secuencia de ADN para 'preparar la copia' de las regiones de secuencia de ADN variable.
Para entender qué es un tartamudeo de ADN en términos más simples, la repetición en tándem corto es cualquier secuencia de ADN que es corta y se repite. Las repeticiones en tándem corto están presentes en el ADN de cada individuo. Es cuando el proceso de reacción en cadena de la polimerasa se utiliza en el perfil o prueba de ADN que pueden aparecer bandas tartamudeantes (también llamadas bandas de sombra). A menudo pueden alinearse con alelos comunes o formas de genes.
Los laboratorios forenses poseen contramedidas disponibles para tratar este aspecto de las pruebas de ADN. Una de estas implica el uso de tubos finos conocidos como capilares en lugar de usar geles planos. Al hacer este cambio, los resultados se muestran como trazados en un gráfico en lugar de una visualización de imágenes en columnas. En los trazados, los principales productos STR aparecen como grandes picos, y las bandas stutter aparecen como picos más pequeños. Los trazados se llaman electroferogramas y se acompañan de datos numéricos. Estos datos ayudan a determinar la precisión de los resultados e identificar claramente las ocurrencias de tartamudeo al procesar los resultados de las pruebas de ADN.